# Walford (Iowa)
Walford – miasto w Stanach Zjednoczonych, w stanie Iowa, w hrabstwie Benton. W 2000 roku liczyło 1224 mieszkańców.